# Namibian Broadcasting Corporation
Namibian Broadcasting Corporation (NBC) (Afrikaans: Namibiese Uitsaai-Korporasie, NUK)  är Namibias statsägda public service-bolag, grundat 1991, ett år efter frigörelsen från Sydafrika. Sändningarna når nära 80 % av befolkningen, och många sändningar sker på minoritetsspråk (totalt 10 språk). Finansieringen kommer främst från statsbidrag, men även från TV-licenser och kommersiella inkomster. 